# Boone Helm
Boone Helm (ur. 28 stycznia 1828 w Lincoln, zm. 14 stycznia 1864 w Virginia City) – człowiek gór i rewolwerowiec na „Dzikim Zachodzie”, znany jako Kanibal z Kentucky (ang. Kentucky Cannibal). Helm był seryjnym mordercą, który zawdzięczał swój przydomek oportunistycznej i pozbawionej poczucia winy skłonności do konsumowania ludzkiego mięsa, wycinanego z ciał martwych nieprzyjaciół i towarzyszy podróży. Podczas gdy innym przydarzało się to, gdy byli bliscy śmierci głodowej, Helm czasami zbierał to mięso, jakoby „przygotowując się” do takiej sytuacji.

## Młodość
Boone Helm urodził się w Kentucky, w rodzinie ludzi uczciwych, ciężko pracujących i poważanych. Gdy był jeszcze chłopcem rodzina przeniosła się do Missouri. Helm lubił demonstrować swą siłę i zręczność, prowokować innych mężczyzn do bójki lub wprawiać w podziw wbijaniem swego noża Bowie w ziemię, by następnie chwycić go z galopującego konia. Pewnego razu, chcąc pokazać jak gardzi władzą, Helm konno, nie pozwoliwszy aresztować się szeryfowi, wjechał po schodach do gmachu sądu, a następnie do sali, w której trwała rozprawa i słownie obraził sędziego.
W roku 1848 Helm poślubił 17-letnią Lucindę Browning i wkrótce doczekał się córki. Coraz częściej upijał się i bił żonę. Przemoc domowa tak się nasiliła, że w roku 1850 Lucinda wystąpiła o rozwód, czego koszty poniósł ojciec Helma, co doprowadziło rodzinę do ruiny. Wówczas Boone Helm zdecydował się ruszyć do Kalifornii, gdzie trwała gorączka złota.

## Morderca i kanibal
Helm zapytał swego kuzyna, Littlebury'ego Shoota, czy nie chciałby towarzyszyć mu w drodze do Kalifornii.  Shoot początkowo się zgodził, ale potem chciał się wycofać. Helm wpadł w gniew, ugodził go nożem prosto w pierś i zabił, po czym ruszył na zachód samotnie. Brat i przyjaciele Littlebury'ego ścigali i schwytali Helma, ale jego błazeństwa w więzieniu spowodowały, że trafił do azylu dla niepoczytalnych. Tam, w azylu, Helm stał się milkliwy i zdołał namówić swego dozorcę na spacery po lesie. Gdy strażnik przywykł do tych spacerów, Helm zdołał uśpić jego czujność i zbiec.
Znów ruszył na zachód. Po drodze, w różnych okolicznościach, zabił kilku ludzi, ostatecznie popełniając morderstwo z premedytacją. Zmuszony do ucieczki przed aresztowaniem i samosądem, Helm dołączył do sześciu mężczyzn, którym zwierzył się, że w przeszłości zjadał całe ciała lub części pomordowanych. „Zabiłem wielu biednych diabłów... a czasami zdarzało się, że byłem zmuszony ich zjadać”. Była to pierwsza informacja o kanibalizmie Helma.
Atak Indian zmusił grupę Helma do porzucenia szlaku i zaszycia się w górach. Wkrótce zaczęło brakować żywności, więc ludzie zabili swe konie, mięso zjedli, a ze skór porobili rakiety śnieżne. Wędrówka była tak uciążliwa, że z całej grupy zostało tylko dwóch ludzi: Helm i człowiek nazwiskiem Burton.  W pewnym momencie Burton powiedział, że dalej nie pójdzie. Helm zostawił go, ale nie odszedł daleko gdy usłyszał strzał, więc wrócił. Burton popełnił samobójstwo. Helm zjadł jedną nogę Burtona, a drugą zapakował jako zapas na dalszą drogę. W końcu dotarł do wioski przyjaznych Indian, gdzie spotkał kogoś, kto pomógł mu wrócić do cywilizacji. Mimo że miał przy sobie ponad 1400 dolarów, Helm nigdy nie zapłacił, ani nie podziękował swemu dobroczyńcy za żywność, ubranie i transport do Salt Lake City.
Nie został na dłużej w Salt Lake City, gdyż był poszukiwany; uciekł do San Francisco. W Kalifornii Helm zabił ranczera, który ulitował się nad nim, wziął do siebie i dał schronienie przed stróżami prawa. Następnie udał się do Oregonu, gdzie zaczął zarabiać na życie rabując, a niejednokrotnie mordując ludzi. W roku 1862, po pijackiej awanturze w saloonie, Helm zastrzelił nieuzbrojonego człowieka i znów musiał uciekać. W czasie ucieczki zjadł ciało innego zbiega. Schwytany przez władze, Helm poprosił o pomoc brata, jednego z dwanaściorga rodzeństwa, zwanego „Old Tex”. Dysponując pokaźną kwotą pieniędzy „Old Tex” opłacił wszystkich świadków. Nie mogąc skazać Helma bez ich zeznań, sąd musiał go uwolnić i pozwolić towarzyszyć bratu w drodze do Teksasu. Ten wrócił jednak do wcześniej odwiedzanych miejsc, zabijając kolejnych ludzi. Ostatecznie Helm został schwytany w Montanie.

## Egzekucja
Po przyłączeniu się do osławionego Henry'ego Plummera i jego bandy, Helm i czterech innych członków gangu zostało schwytanych, aresztowanych i po kryjomu osądzonych. Podczas procesu Helm ucałował Biblię i zaczął się wypierać, oskarżając o zbrodnie, które sam popełnił, innego członka bandy, a jednocześnie swego najbliższego przyjaciela, Jacka Three-Fingered Garnera. 14 stycznia 1864 roku w Virginia City, na oczach 6-tysięcznego tłumu, Straż Obywatelska Montany powiesiła Helma, Gallagera i innych członków bandy. Widząc jak wieszają Gallagera, Helm miał powiedzieć „Wykopnij [stołek] stary. Ja będę następny. Będę z tobą w piekle za minutę”.
Gdy kat zbliżył się do niego, Helm krzyknął „Każdy ma swoje zasady! Niech żyje Jeff Davis! Naprzód!” i – nim kat zdążył usunąć mu stołek spod nóg – skoczył i zawisł na linie. Boone Helm został pochowany na cmentarzu Boot Hill w Virginia City.